# Предпортовая (станция)
Предпорто́вая — грузовая и узловая железнодорожная станция Октябрьской железной дороги с одноимённым остановочным пунктом в Московском районе Санкт-Петербурга на линии Санкт-Петербург — Луга. Дала название историческому району Предпортовая.
У платформы останавливается большинство проходящих через неё пригородных электропоездов. Предыдущая от Петербурга платформа — Ленинский Проспект, следующая — Аэропорт.
Здесь находится грузовая товарная станция и терминалы многочисленных предприятий, к которым ведут подъездные пути. Через станцию проходит «южная портовая ветвь» к морскому порту, отсюда и название — «Предпортовая» (термин, однако, не является уникальным — см. статью «Припортовые станции»). Станция является частью железнодорожного узла, соединяющего «южную портовую ветвь» с направлениями на Балтийский вокзал, Лигово и Гатчину.
В конце 1915 года специальная комиссия Министерства путей сообщения (МПС) рассмотрела два варианта дальнейшего развития и реконструкции Петроградского железнодорожного узла: кольцевую схему С. Н. Кульжинского и А. А. Главацкого и радиальную схему Ю. В. Ломоносова. В феврале 1916 года Инженерный совет МПС одобрил кольцевую схему, и был запущен механизм её реализации на деле.
В южной части Кольцевой линии было отсыпано земляное полотно, начались земляные работы по сооружению предпортовой станции, возведение опор мостов и путепроводов. Но в условиях ведущейся войны и нараставшего хаоса это было непросто. «Работы постоянно задерживались или прекращались вовсе из-за недостатка рабочих рук, материалов, рельсов и т. д. В 1916–1918 гг. первоначальные планы многократно пересматривались и сокращались… сооружение новых сортировочных станций, предузловой и предпортовой, находилось в зачаточном состоянии».
Станция без путевого развития заработала вместе с «южной ветвью» 30 июля 1929 г., в 1930 г. её открыли как полноценную станцию, впоследствии была достроена сортировочная горка. Ветвь в сторону Лигово построена в 1940—1941 гг. В годы Великой Отечественной войны «южная ветвь» была частично разобрана в ходе обороны Ленинграда, в насыпях устраивались фортификационные сооружения, но бои до них не дошли. Была разобрана и сортировочная горка станции Предпортовая, которая затем восстановлена не была. Горка располагалась в районе современного 7-го Предпортового проезда. 
В 1967 году были электрифицированы пути пассажирского парка станции в составе участка Ленинград-Варшавский - Гатчина-Варшавская.
В 1989 году был электрифицирован съезд со ст. Среднерогатская в грузовой парк станции.
В 2000 году была протянута электрификация от грузового парка до ст. Нарвская (в составе участка Предпортовая - Новый Порт).
В 2001—2002 гг. станция прошла существенную реконструкцию в рамках общей модернизации Санкт-Петербургского железнодорожного узла и электрифицированы все пути грузового парка и перегонный путь до съезда на ст. Нарвская.
Станцию с Предпортовой улицей связывает надземный пешеходный переход. Предпортовая улица в этом месте с помощью построенного в 2008 году путепровода примыкает к сложной и массивной развязке с Дачным проспектом, КАД и южным окончанием ЗСД.
На территории станции у автомобильного путепровода находится церковь Николая Чудотворца. Строительство начато в 1996 году по инициативе рабочих рефрижераторного вагонного депо «Предпортовая» и завершено в 2002 году.

## Галерея

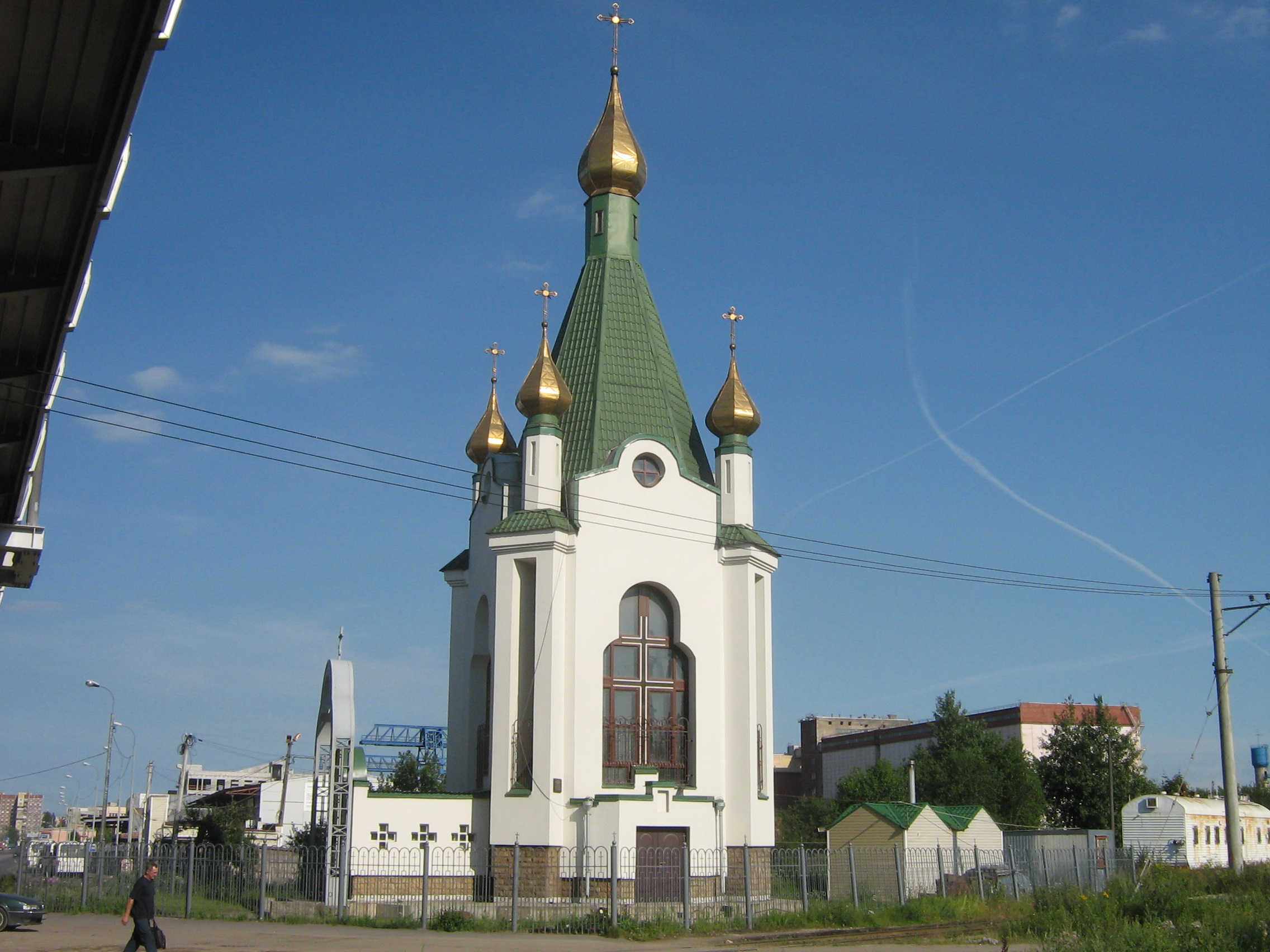
Храм на станции (другие фото)
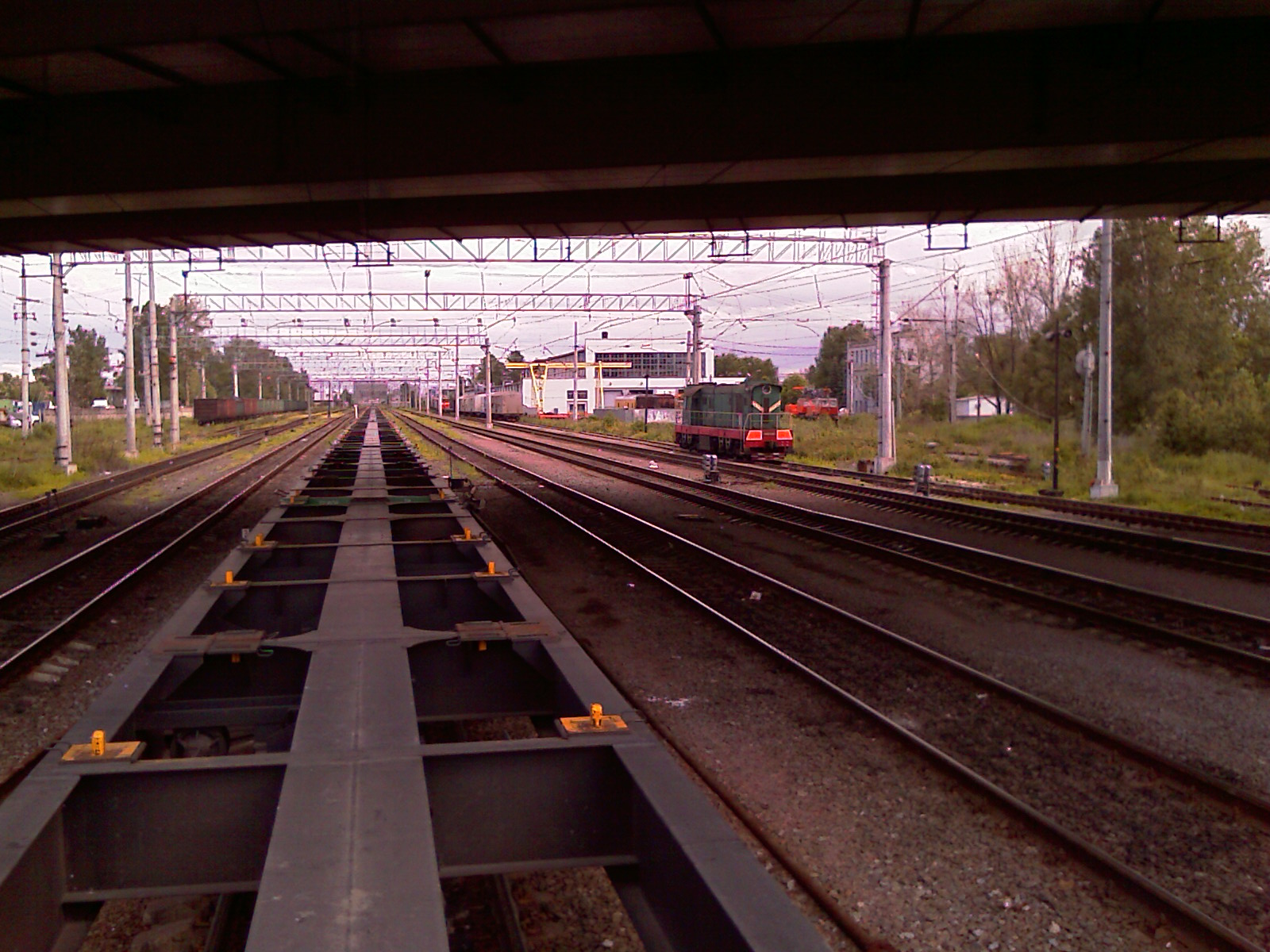
Под мостом
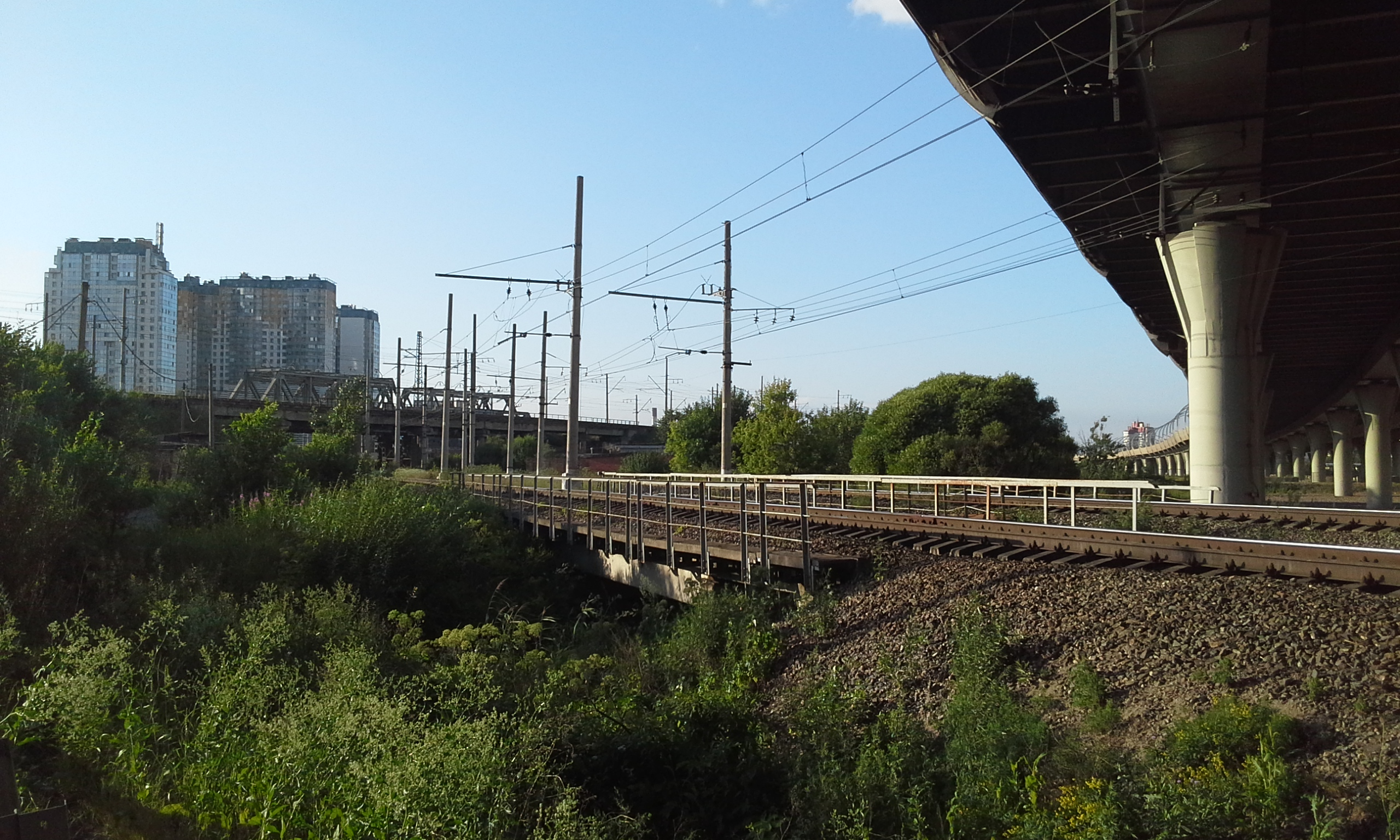
Узел северной горловины станции
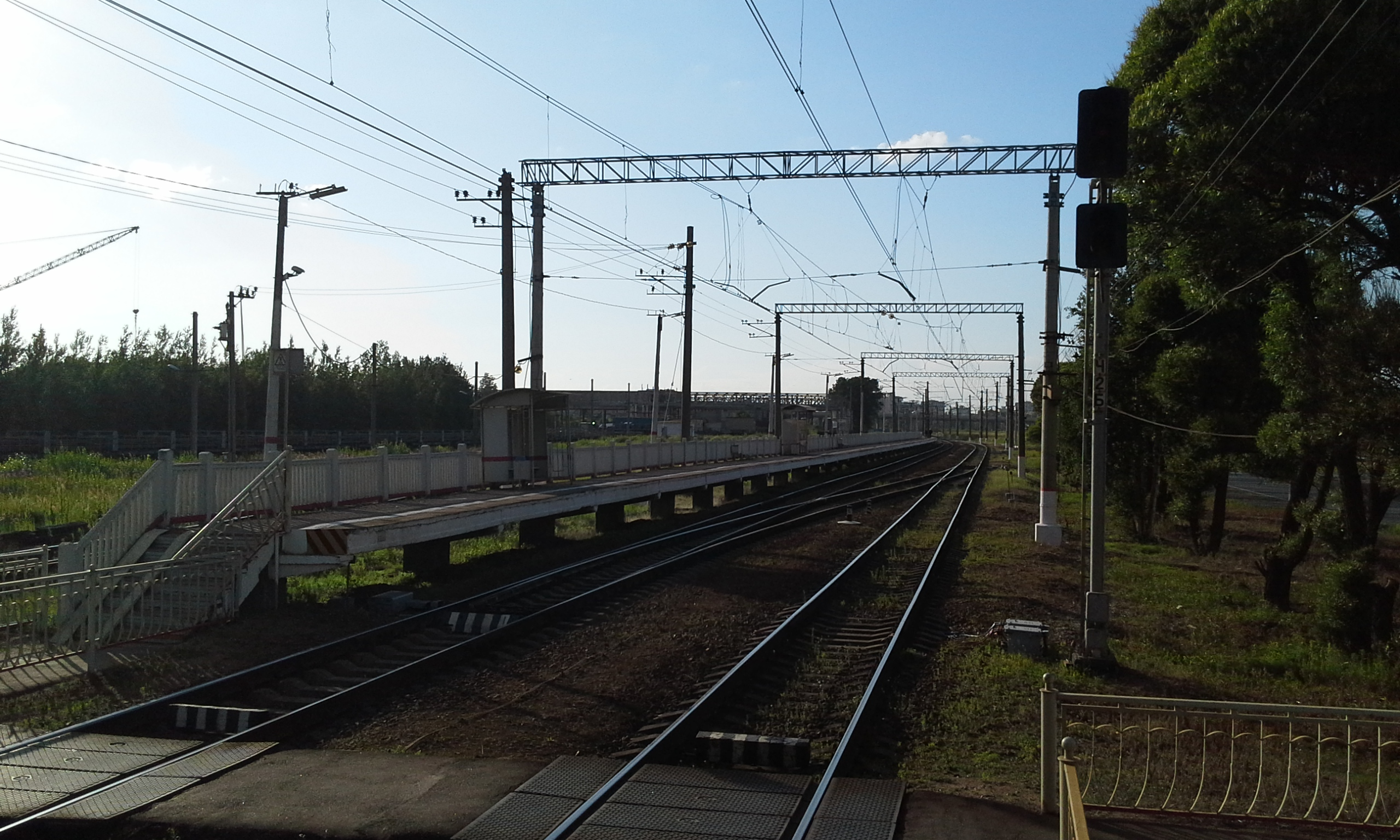
Платформа из центра
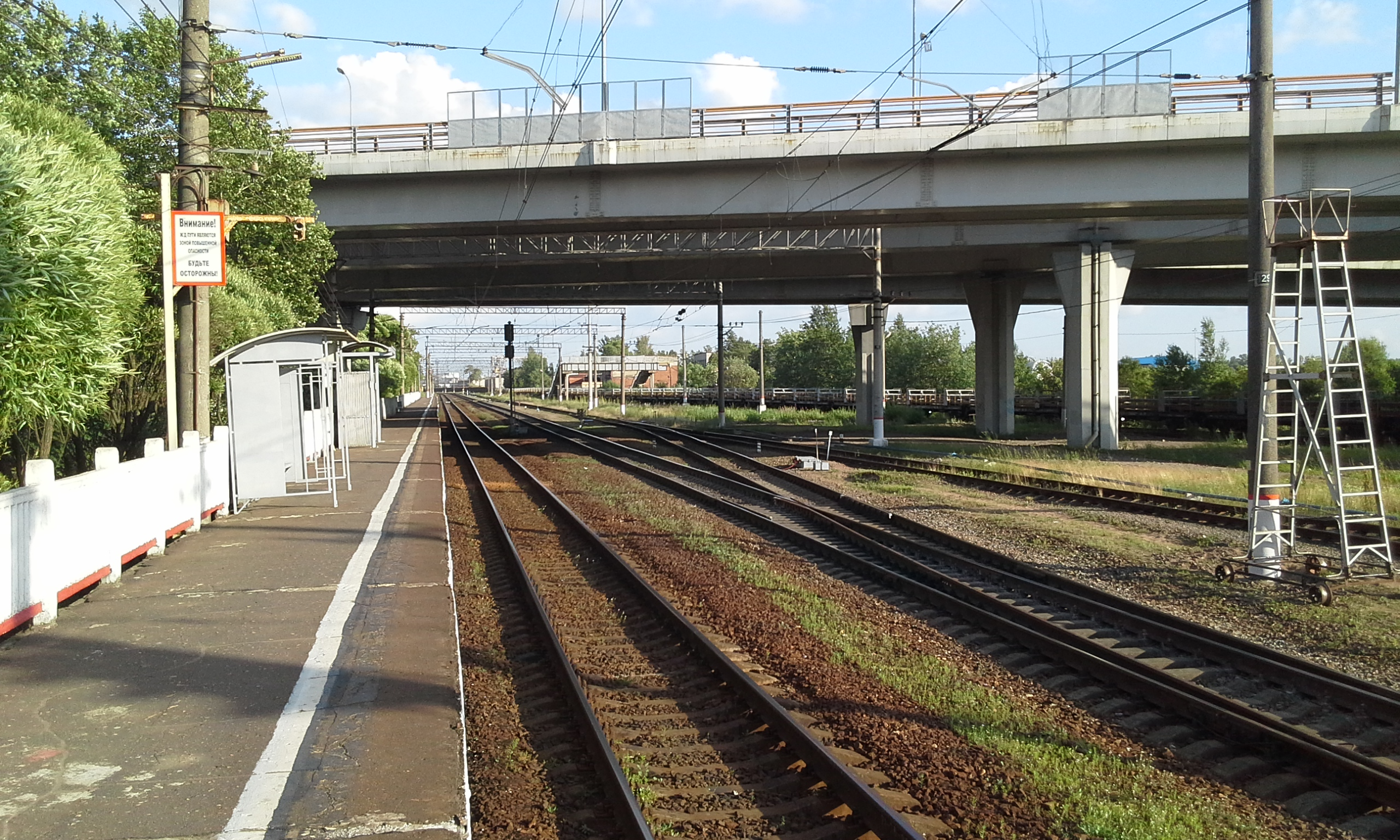
Платформа в центр
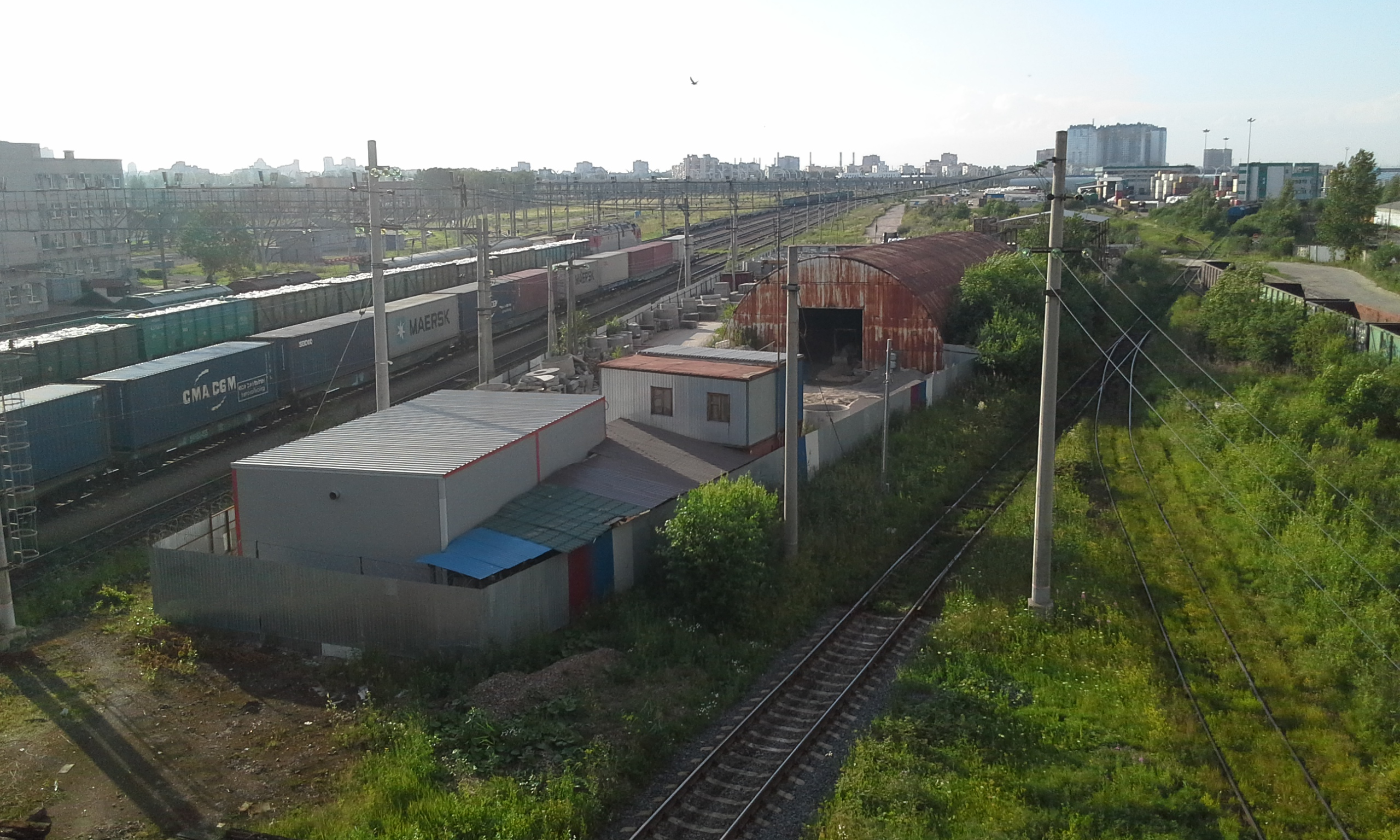
Сооружения